# Carbonato de potássio
Carbonato de potássio é um composto químico de fórmula K2CO3. É um sal branco, solúvel em água (insolúvel em álcool), na qual forma uma solução fortemente alcalina. Pode ser produzido pela reação de absorção de dióxido de carbono pelo hidróxido de potássio. É deliquescente, frequentemente apresentando-se como um sólido úmido ou molhado. Misturada com água causa uma reação exotérmica que resulta em aumento de temperatura.

## Propriedades químicas e cuidados
É muito solúvel em água (1120 g/l). Através de hidrólise, a dissolução resulta na produção de hidróxido de potássio, com grande produção de calor:
{\displaystyle \mathrm {K_{2}CO_{3}+H_{2}O\rightarrow KHCO_{3}+KOH} }.
carbonato de potássio reage com água produzindo bicarbonato de potássio e hidróxido de potássio.
Com ácidos produz dióxido de carbono e correspondentes sais de potássio. 
K2CO3 + 2 HNO3 → 2 KNO3 + H2O + CO2↑
A temperatura ambiente cristaliza como um dihidrato das soluções aquosas devidamente concentradas.

## História
O carbonato de potássio foi identificado pela primeira vez em 1742 por Antonio Campanella. Historicamente, o carbonato de potássio era obtido aquecendo o mineral em um forno Kiln. O pó branco resultante era o carbonato de potássio puro.
Aos finais do século XVIII começou a utilizar-se como fermento químico para pão na América do Norte.
Outras denominações do carbonato de potássio:
- Carbonato de dipotássio
- Carbonato de potassa
- Sal de dipotássio
- Cinza pérola
- Potassa
- Sal de tártaro
- Sal de artemísia

## Produção
Atualmente, é produzido em escala industrial a partir do hidróxido de potássio, obtido por eletrólise do cloreto de potássio, e fazendo-a reagir com dióxido de carbono.
KCl + H2O →  KOH + HCl
2 KOH + CO2 → K2CO3 + H2O

## Aplicações

### Na indústria
- A potassa tem sido usada historicamente para a fabricação de sabão, vidro (como fundente) e porcelana.
- Carbonato de potássio é algumas vezes usado como um agente tamponador na produção de hidromel e vinho.

### No laboratório
- Em laboratório, pode ser usada como um agente dessecante médio, onde outros agentes como o cloreto de cálcio são incompatíveis. Entretanto, não é recomendável para compostos ácidos, pois produz sal de potássio deste ácido, como por exemplo:

2 CH3COOH + K2CO3 → 2 CH3COOK + CO2 + H2O
- O carbonato de potássio tem sido usado como um eletrólito em muitas pesquisas de fusão a frio.

### Na cozinha
- Em cozinha, é usada como ingrediente na produção de geléia de grama, um alimento consumido na China e no sudoeste asiático.

### Em segurança
Carbonato de potássio em solução aquosa é também usado como um supressor de fogo em extinção de incêndio em fritadores com gorduras vegetais e outros fogos de classe B relacionados.
Soluções de carbonatos para extinção de incêndio em lã (ainda engordurada pela lanolina) foram chamadas de "água molhada".